# What.CD
What.CD var en tracker som specialiserat sig på musik, och som var en av världens största på det området.

## Historia
What.CD grundades i oktober 2007. I november 2007 fick många användare bluffmail som påstods vara från RIAA där hot om väckande av åtal stod att läsa. Under 2008 bad Canadian Recording Industry Association numera nedlagda Moxie Colo (som vid den tiden hade What.CD som kund) att ta ner ett antal trackers, däribland What.CD. Företaget vägrade och sade att de skulle kämpa för sina kunders rättigheter.
I november 2016 stängdes sidan ner efter en polisräd i Frankrike, där deras servrar beslagtogs.